# 冲野晃司
冲野晃司（日语：／ Okino Kōji，1985年11月18日—）是日本男聲優，隸屬於Atomic Monkey。

## 配音作品

### 電視動畫
2017年
- 鬼平（乙吉）
- 我的英雄學院 第2期（鐵哲徹鐵、槍豪）

2018年
- 寶可夢 太陽&月亮（阿怒）
- 我的英雄學院 第3期（鐵哲徹鐵）
- 賽馬娘 Pretty Derby（訓練員[1]）
- 東京喰種:re（瓜江幹人）

2019年
- 明治東京戀伽（早乙女京彌）
- Fairy Gone（羅伯特·蔡斯[2]）
- RobiHachi（Luna Guard隊員）
- 艾梅洛閣下II世事件簿 -魔眼蒐集列車 Grace note-（麥可）
- 戰姬絕唱SYMPHOGEAR XV（黑衣人A）
- 在地下城尋求邂逅是否搞錯了什麼II（團員）
- 流汗吧！健身少女（觀眾）
- 炎炎消防隊（消防士）
- 碧藍幻想 The Animation Season 2（菲莉的父親）
- 巴比倫（英语：バビロン (小説)）（尼古拉斯·米勒）

2020年
- 我的英雄學院 第4期（鐵哲徹鐵）
- 科學超電磁砲T（海賊廣播DJ）
- 織田肉桂信長（大俱利伽羅廣光）
- 籃球少年王（橫山篤士）
- 賽馬娘四格（旁白）
- 富豪刑事 Balance:UNLIMITED（刑事）
- 王之逆襲 意志的繼承者（弗雷格）

2021年
- 賽馬娘 Pretty Derby Season 2（訓練員）
- 轉生成蜘蛛又怎樣！（吉斯康）
- 我的英雄學院 第5期（鐵哲徹鐵、凡戶固次郎）
- 不要欺負我，長瀞同學（放送部員）
- 86—不存在的戰區—（同僚男）
- 緋紅結繫（怪伐軍）
- 藍色時期（油畫科考官）
- 遊戲王SEVENS（デュエリストたち）

2022年
- 薔薇王的葬列（蘭開斯特兵、霍華德）
- 通靈王（塔利姆[3]）
- 卡片戰鬥！！先導者 will+Dress（工作人員）
- 我的英雄學院 第6期（鐵哲徹鐵）

2023年
- 我的英雄學院 第6期（Cider House）
- 物之古物奇譚（煽）
- 【我推的孩子】（新人演員）
- 獻祭公主與獸王（格維巴）
- Sugar Apple Fairy Tale（國王[4]）
- 物之古物奇譚 第二章（煽）
- 賽馬娘 Pretty Derby Season 3（訓練員[5]）
- 勇者赫魯庫（賞金獵人）

2024年
- 四處貼上吧！小狗（Vo.CHAME、經理狗）
- 通靈王 FLOWERS[[[Wikipedia:格式手册/链接#章節|錨點失效]]]（塔利姆）
- 我獨自升級（諸菱真吾）
- 丸少爺（アッサム）
- 遊戲王GO RUSH（布留埃亞）
- 鬼滅之刃 柱訓練篇
- 我的英雄學院 第7期（鐵哲徹鐵）
- 這個世界漏洞百出（川島）
- 2.5次元的誘惑（男性）
- 刀劍神域外傳 Gun Gale Online II（RocK）

2025年
- 娑婆氣（仁吉[6]）

### 網路動畫
2024年
- BEASTARS FINAL SEASON（梅隆[7]）

## 外部連結
- 事務所介紹 （页面存档备份，存于）